# Spitting Image

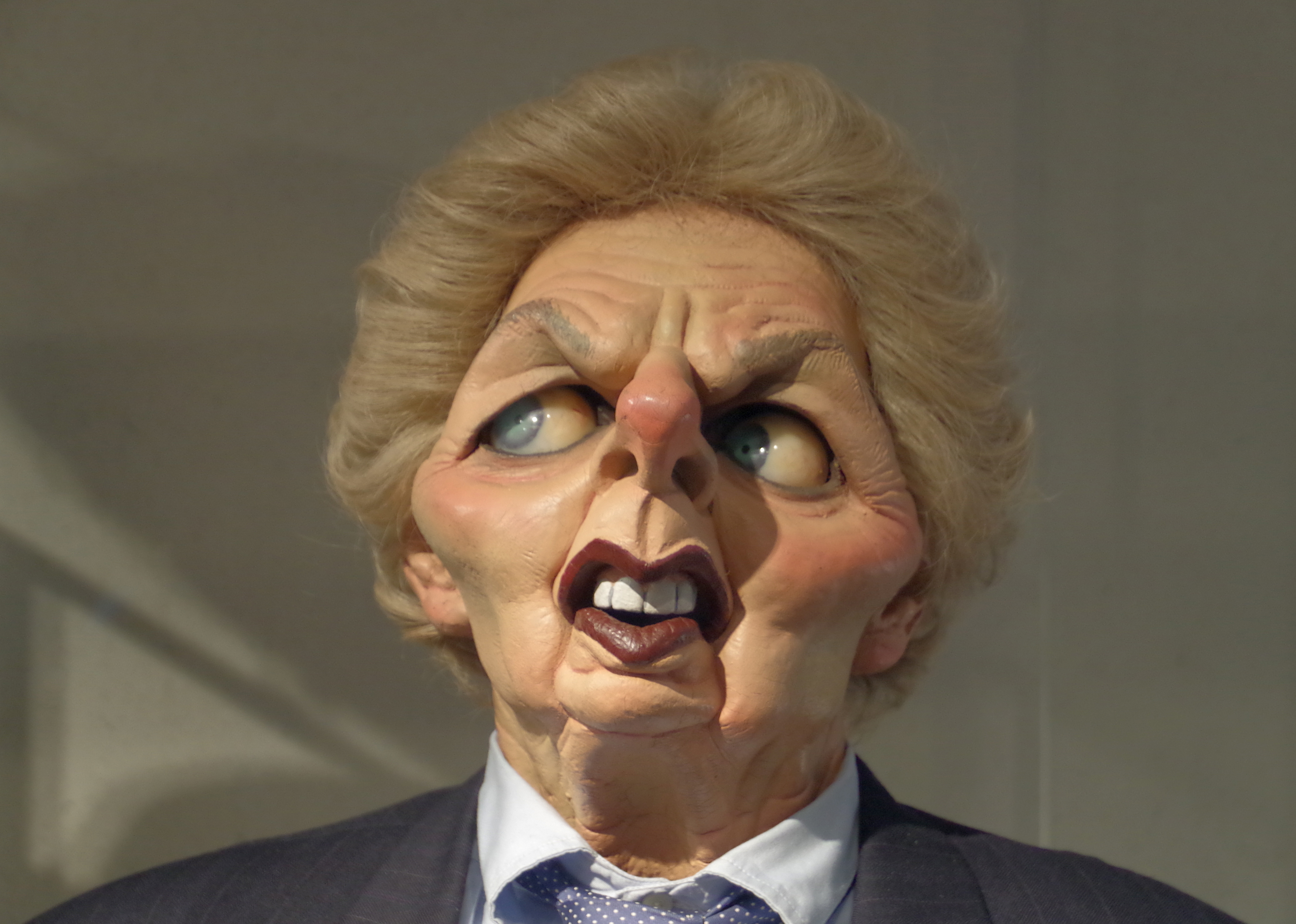
Spitting Images Thatcher-docka.

Spitting Image är en brittisk satirserie som sändes mellan 1984 och 1996. 
Spitting Image använde sig av lätt groteska latexdockor föreställande huvudsakligen brittiska politiker, kungligheter och kändisar. Serien började som ett humorprogram men med åren blev satiren allt vassare.

## Utmärkelser
Spitting Image vann International Emmy Award två gånger, 1985 och 1986.

## Röstskådespelare i urval
- Steve Nallon (1984–1996)
- Jon Glover (1984–1994)
- Jan Ravens (1984–1992)
- Chris Barrie (1984–1991)
- Adrian Edmondson (1984)
- Harry Enfield (1985–1996)
- Enn Reitel (1985–1996)
- Jessica Martin (1985–1988)
- Kate Robbins (1986–1996)
- Phil Cornwell (1986)
- John Sessions (1986)
- Steve Coogan (1988–1993)
- Hugh Dennis (1989–1992)
- John Thomson (1990–1994)
- Alistair McGowan (1991–1996)
- Peter Serafinowicz (1996)